# ایندیان کریک (کالیفرنیا)
ایندیان کریک (به انگلیسی: Indian Creek) یک منطقهٔ مسکونی در ایالات متحده آمریکا است که در شهرستان کالاوراس، کالیفرنیا واقع شده‌است. ایندیان کریک ۹۰۸ متر بالاتر از سطح دریا واقع شده‌است.